# نظام جمهوری اسلامی افغانستان
نظام جمهوری اسلامی افغانستان عنوان حکومت سابق افغانستان است که مطابق قانون اساسی این کشور در سال ۱۳۸۲ بر پایه جمهوریت و اسلامیت بنا نهاده شده‌است. نظام جمهوری در افغانستان در سال ۱۳۵۲ پس از کودتای ۲۶ سرطان/شهریور ۱۳۵۲ بواسطه محمد داوود خان نهان گذاشته شد. جمهوری اسلامی در افغانستان پس از سقوط طالبان روی کار آمد. در ساختار سیاسی نظامی جمهوری اسلامی افغانستان، قوه مجریه (دولت)، قوه مقننه (شورای ملی که نهادی دو مجلسی شامل مجلس نمایندگان و مجلس سنا هست)، قوه قضائیه و از نهادهای دیگری شامل شوراهای شهر و روستا، شوراهای ولایتی تشکیل شده‌است. نظام افغانستان ریاستی هست و شخص رئیس‌جمهور بالاترین مقام را در افغانستان دارد. قانون اساسی جمهوری اسلامی افغانستان در سال ۲۰۰۴ توسط مجلس بزرگ قانون اساسی و در ۱۲ فصل و ۱۶۲ ماده به تصویب رسید. هم‌اکنون ۶۴ حزب سیاسی در افغانستان فعالیت می‌کند. تاریخ جمهوری اسلامی افغانستان رویدادهای ۱۶ سال افغانستان و پس از سقوط طالبان را بررسی می‌کند.

## پیدایش
محمد داوود خان در ۲۶ سرطان/تیر ۱۳۵۲ و طی یک کودتای بدون خون‌ریزی به حکومت پادشاهی پایان داد و از طریق رادیو پایان نظامی شاهی و آغاز نظام جمهوری را در افغانستان خبر داد. داوود خان پس از کودتا یک کمیته مرکزی که متشکل از چند تن از افراد محدود و نیروهای نظامی تشکیل داد و تا سال ۱۳۵۶ که قانون اساسی افغانستان به تصویب رسید وی در راس این گروه قرار داشت و هم‌زمان رهبر کودتا، رئیس‌جمهور، صدراعظم، وزیر دفاع، وزیر خارجه و وزیر پلان (برنامه‌ریزی) افغانستان بود. از ۱۱ تا ۲۴ دلو/بهمن ۱۳۵۶ لویه جرگه‌ای در کابل برگزار شد تا قانون اساسی جدید و رئیس‌جمهور را در افغانستان تعیین نماید و برای اولین بار سیستم اداره مرکزی پایه‌گذاری شد. انتخاب رئیس‌جمهور در سال ۱۳۵۶ برخلاف دیگر نظام‌های جمهوری از طریق انتخابات سراسری نبود بلکه از طریق اعضای لویه جرگه که آن‌ها نیز از طرف زورمندان و قدرتمندان محلی انتخاب شده بودند تعیین شد و مردم هیچ نقشی در تعیین رئیس‌جمهور نداشتند. کمتر از سه ماه از انتخاب داوود خان در کودتا ۷ ثور ۱۳۵۷ بوقوع پیوست و حزب دموکراتیک خلق با از میان برداشتن محمد داوود قدرت را در دست گرفتن. در دوره حکومت حزب دموکراتیک خلق رئیس شورای انقلابی و منشی عمومی حزب دموکراتیک خلق قدرت و جایگاه رئیس‌جمهور را در اختیار گرفت که در دوره‌های زمامداری نور محمد تره‌کی، حفیظ الله امین، ببرک کارمل، نجیب الله به همین شکل باقی ماند. دفتر سیاسی حزب و کمیته مرکزی حزب دموکراتیک خلق افغانستان مقامات عالی تصمیم‌گیری بودند که اکثر اعضای آن‌ها افراد بی‌نام و نشان و فاقد تجربه دولت داری تشکیل می‌داد. با سقوط دولت نجیب الله در ۸ ثور ۱۳۷۱ قدرت به دست مجاهدین افتاد. طبق توافق تشکیل حکومت مجاهدین در شورای راولپندی صبغت الله مجددی به مدت دو ماه و برهان الدین ربانی به مدت چهار ماه به عنوان رئیس‌جمهور موقت فعالیت کنند و پس از آن انتخابات برگزار و حکومت انتقالی تشکیل شود. اما پس از اتمام دوره چهارماهه ربانی انتخاباتی برگزار نشد و وی از طریق شورای اهل حل و عقد خود را رئیس‌جمهور افغانستان تعیین کرد که منجر به بروز جنگ‌های داخلی در افغانستان شد. طالبان با تصرف کابل در سال ۱۳۷۴ نظام امارات اسلامی افغانستان را در کشور اعلام نمود و ملا محمد عمر با دایر کردن یک مجلس دو هزار نفری در قندهار خود را امیرالمؤمنین اعلام کرد و طبق قوانین اسلامی وی تا آخر عمر بالاترین مقام را کشور در اختیار داشت. پس از حملات ۱۱ سپتامبر نیروهای بین‌الملل با حمله به افغانستان در سال ۲۰۰۱ به حکومت ۵ ساله طالبان پایان داد و نظام کنونی جمهوری اسلامی شکل گرفت.

### کنفرانس بن
چند ماه پس از حملات نیروهای ائتلاف به رهبری آمریکا در دسامبر ۲۰۰۱ (۱۳۸۰)، کنفرانسی در شهر بن آلمان با حضور نمایندگان مختلف گروه‌های سیاسی و نظامی تحت نظر سازمان ملل تشکیل شد تا بر روی تشکیل حکومتی که قرار بود پس از طالبان قدرت را در اختیار بگیرد بحث شود. در ۶ دسامبر ۲۰۰۱ توافق‌نامه بن به امضا گروه‌های مختلفی که حضور داشتند به امضا رسید.

### تشکیل دولت موقت
در کنفرانس بن توافق شده بود که برای حفظ حاکمیت در افغانستان حکومت موقت تشکیل شود. طبق این توافق‌نامه حامد کرزی برای مدت ۶ ماه به عنوان رئیس‌جمهور موقت انتخاب شد و در اول جدی ۱۳۸۰، برهان الدین ربانی طی یک مراسم رسمی قدرت را به حامد کرزی تسلیم کرد.

### گردهمایی بزرگ اضطراری
طبق توافق‌نامه بن از تاریخ ۲۰ جوزا/خرداد ۱۳۸۱ تا ۲۸ جوزا/خرداد ۱۳۸۱ در تالار خیمه لویه جرگه کابل نشست گردهمایی بزرگ اضطراری با حضور بیش از ۱۵۰۰ تن از مردم افغانستان که از اقوام و گروه‌های مختلف بودند برگزار شد. در این نشست حامد کرزی برای مدت ۲ سال به عنوان رئیس‌جمهور حکومت انتقالی تعیین شد تا قانون اساسی افغانستان تصویب و شرایط برگزاری انتخابات ریاست جمهوری در سال ۱۳۸۳ فراهم شود.

### دولت انتقالی

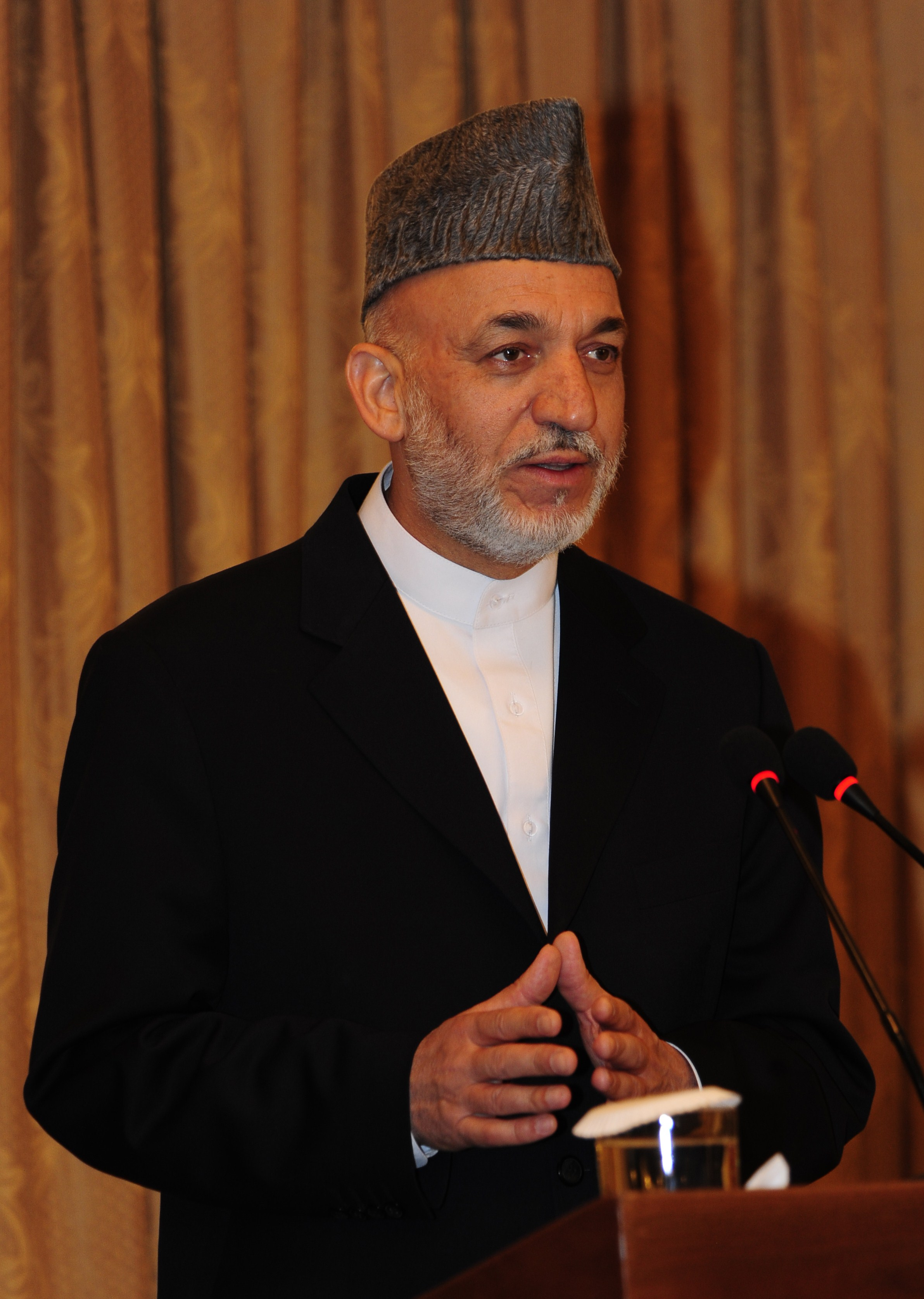
حامد کرزی اولین رئیس‌جمهور منتخب مردم افغانستان.

حامد کرزی در رقابت با مسعوده جلال توانست آرای نمایندگان لویه جرگه اضطراری را کسب کند و به مدت ۲ سال به عنوان رئیس‌جمهور انتقالی افغانستان تعیین شد. رئیس‌جمهور دولت انتقالی وظیفه داشت تا ظرف ۱۸ ماه لویه جرگه قانون اساسی را برگزار و شرایط برگزاری انتخابات ریاست جمهوری را فراهم سازد.

### قانون اساسی
طبق توافق‌نامه بن، حامد کرزی رئیس‌جمهور دولت انتقالی دو ماه پس از تشکیل کمیسیون تسوید قانون اساسی را در ۱۳ میزان ۱۳۸۱ که متشکل از ۹ نفر بود را تعیین کرد تا پیش مسوده ابتدایی قانون اساسی را تهیه و آن را در اختیار کمیسیون تدقیق قانون اساسی بسپارد. کمیسیون تدقیق قانون اساسی متشکل از ۳۵ نفر بود که از طرف رئیس‌جمهور تعیین شده بودند و وظیفه داشت با مشاوره از مردم مسوده قانون اساسی را برای ارائه به لویه جرگه قانون اساسی ارائه کند. این کمیسیون از ماه ثور/اردیبهشت ۱۳۸۲ آغاز به کار کرد. در ۲۳ قوس/آذر ۱۳۸۲ لویه جرگه قانون اساسی برگزار و قانون اساسی افغانستان را در ۱۴ جدی/دی ۱۳۸۲ به تصویب رسانید.

### انتخابات
پس از تصویب قانون اساسی در سال ۱۳۸۳ اولین انتخابات ریاست جمهوری و در سال ۱۳۸۴ انتخابات پارلمانی برگزار شد و رهبران حکومت برای اولین بار از طریق آراء مستقیم مردم تعیین شدند.

### اصول حکومت جمهوری اسلامی افغانستان
طبق ماده سوم و چهارم قانون اساسی اصول نظام بر پایه جمهوریت و اسلامیت بنا شده و قوانین کشور نباید در تضاد با عقاید و احکام دین اسلام باشد و حاکمیت ملی در افغانستان به مردم تعلق دارند و مردم به‌طور مستقیم یا بواسطه نمایندگان منتخب خود آن را اعمال می‌کنند.

## ساختار سیاسی
ساختار سیاسی افغانستان بر پایه سه قوه مجریه، مقننه، قضائیه تشکیل شده‌است. رئیس‌جمهور در راس حکومت قرار دارد.

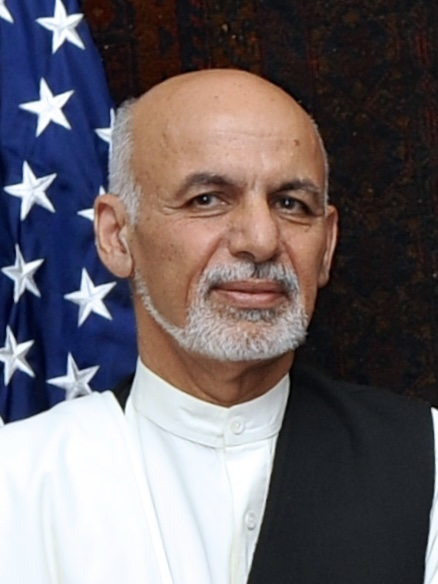
محمد اشرف غنی، سیزدهمین رئیس‌جمهور افغانستان

### رئیس‌جمهور
رئیس‌جمهور در افغانستان بالاترین مقام سیاسی است که صلاحیت‌هایی که توسط قانون اساسی در اختیار وی داده شده‌است را در عرصه‌های اجرایی، قانون‌گذاری و قضایی اعمال کند. رئیس‌جمهور در افغانستان به همراه دو معاونش و توسط انتخابات تعیین می‌شود. در فصل سوم قانون اساسی افغانستان وظایف رئیس‌جمهور شرح داده شده‌است.

#### شرایط رئیس جمهوری
در ماده شصت و دوم قانون اساسی افغانستان شرایط رئیس‌جمهور شدن به شرح زیر است:
- تبعه افغانستان، مسلمان، تابعیت کشور دیگر را نداشته و از والدین افغانستانی متولد شده باشد.
- در روز کاندید شدن کمتر از چهل سال نداشته باشد.
- از طرف دادگاه به جرایم ضد بشری، جنایت یا حرمان از حقوق مدنی محکوم نشده باشد.

هر شخص می‌تواند فقط برای ۲ دوره به عنوان رئیس‌جمهور کاندید شود. این قانون در خصوص معاونین وی نیز صدق می‌کند.

#### صلاحیت‌های رئیس‌جمهور
| - مراقبت از اجرای قانون اساسی. - تعیین خطوط اساسی سیاست کشور به تصویب شورای ملی. - فرماندهی کل نیروهای مسلح. - اعلان جنگ و پایان جنگ به تأیید شورای ملی. - اتخاذ تصمیم در حالت دفاع از تمامیت ارضی و حفظ استقلال. - فرستادن نیروهای مسلح به خارج از کشور به تأیید شورای ملی. - دایر کردن جرگه بزرگ (به استثنای حالت مندرج در ماده شصت و نهم قانون اساسی) - اعلان حالت اضطرار و پایان آن به تأیید شورای ملی - افتتاح اجلاس شورای ملی و جرگه بزرگ - قبول کردن استعفاء معاونین رئیس‌جمهوری - تعیین رئیس و اعضای دادگاه عالی (ستره دادگاه) به تأیید مجلس نمایندگان. | - تعیین، عزل و قبول استعفاء وزرا، دادستان کل (لوی ثارنوالی)، رئیس بانک مرکزی، رئیس امنیت ملی، رئیس سره (هلال احمر) به تأیید مجلس نمایندگان. - تعیین، تقاعد، قبول استعفا و عزل قضات، درجه داران نیروهای مسلح، پلیس و امنیت ملی و مأمورین عالی‌رتبه مطابق قانون. - تعیین سفیران و نمایندگان افغانستان در دولت‌های خارجی و ادارات بین‌المللی. - قبول اعتمادنامه‌های سفیران کشورهای خارجی. - توشیح قوانین و فرامین تقنینی. - اعطای اعتبارنامه به غرض عقد قراردادهای بین‌المللی مطابق قانون. - تخفیف و عفو مجازات مطابق قانون. - اعطای مدال، نشان و القاب افتخاری مطابق قانون. - تأسیس کمیسیون‌ها به منظور اداره بهتر کشور مطابق قانون - سایر صلاحیت‌های مندرج در قانون اساسی |

انحصار تعیین خطوط اساسی کشور به رئیس‌جمهور باعث می‌شود. ادارات محلی حتی در محدوده کاری خود صلاحیت سیاست‌گذاری نداشته و هر نوع سیاست‌گذاری باید به تأیید رئیس‌جمهور برسد. رئیس‌جمهور امکان تعیین طرح قانون دارد و قوانین پارلمان را در صورتی که دو سوم آراء پارلمان آن را تأیید نکند می‌تواند وتو کند. طبق قانون اساسی رئیس‌جمهور ریاست اعلای قوه قضائیه را بر عهده دارد و اعضای عالی دادگاه و عزل و نصب قاضیان نیز از وظایف رئیس‌جمهور است.

#### برکناری
طبق ماده شصت و هفتم و شصت و هشتم قانون اساسی در صورت فوت یا استعفاء رئیس‌جمهور، معاون وی جایگزین شده و طبق ماده شصت و یک قانون اساسی ظرف مدت ۳ ماه انتخابات ریاست جمهوری مجدد برگزار می‌گردد. نمایندگان پارلمان می‌توانند در صورت ارتکاب رئیس‌جمهور به جرایم ضد بشری و خیانت ملی با درخواست آراء دو سوم اعضای خود درخواست برکناری رئیس‌جمهور را بدهد. در صورتی که تقاضا توسط دو سوم مجلس نمایندگان به تصویب رسید، جرگه بزرگ برگزار می‌شود. اگر جرگه بزرگ اتهام منسوب به رئیس‌جمهور را با تأیید دو سوم آراء به تصویب رساند، رئیس‌جمهور برکنار و موضوع به دادگاه خاص محول می‌گردد.

#### حقوق
طبق ماده هفتاد قانون اساسی، حقوق و هزینه‌های رئیس‌جمهور توسط قانون تعیین شده و پس از اتمام دوره ریاست جمهوری تا مدت حیات از حقوق ریاست جمهوری مطابق قانون بهره می‌برد.

### دولت (قوه مجریه)
دولت افغانستان ارگان اجرایی کشور می‌باشد. طبق ماده ۷۱ قانون اساسی، دولت متشکل از وزرا است که تحت ریاست رئیس‌جمهور فعالیت می‌کند. هر وزیر توسط رئیس‌جمهور معرفی و در صورتی که بتواند رای اعتماد پارلمان را کسب کند به سمت وزیر تعیین می‌شود. دولت افغانستان اکنون ۲۵ وزارتخانه دارد.
فهرست وزارتخانه‌های افغانستان:
| - وزارت خارجه - وزارت دفاع ملی - وزارت داخله - وزارت مالیه - وزارت عدلیه - وزارت معارف - وزارت تحصیلات عالی - وزارت آب و برق - وزارت ارشاد، حج و اوقاف - وزارت فواید عامه - وزارت اطلاعات و فرهنگ - وزارت صحت عامه - وزارت زراعت، آبیاری و مالداری | - وزارت اقتصاد - وزارت معادن - وزارت مخابرات و معلوماتی تکنولوژی - وزارت تجارت و صنایع - وزارت بازسازی و انکشاف دهات - وزارت کار، امور اجتماعی، شهدا و معلولین - وزارت ترانسپورت و هوانوردی - وزارت امور زنان - وزارت امور مهاجرین و عودت کنندگان - وزارت مبارزه با مواد مخدر - وزارت سرحدات، اقوام و قبایل - وزارت امور شهرسازی |

### شورای ملی (قوه مقننه)

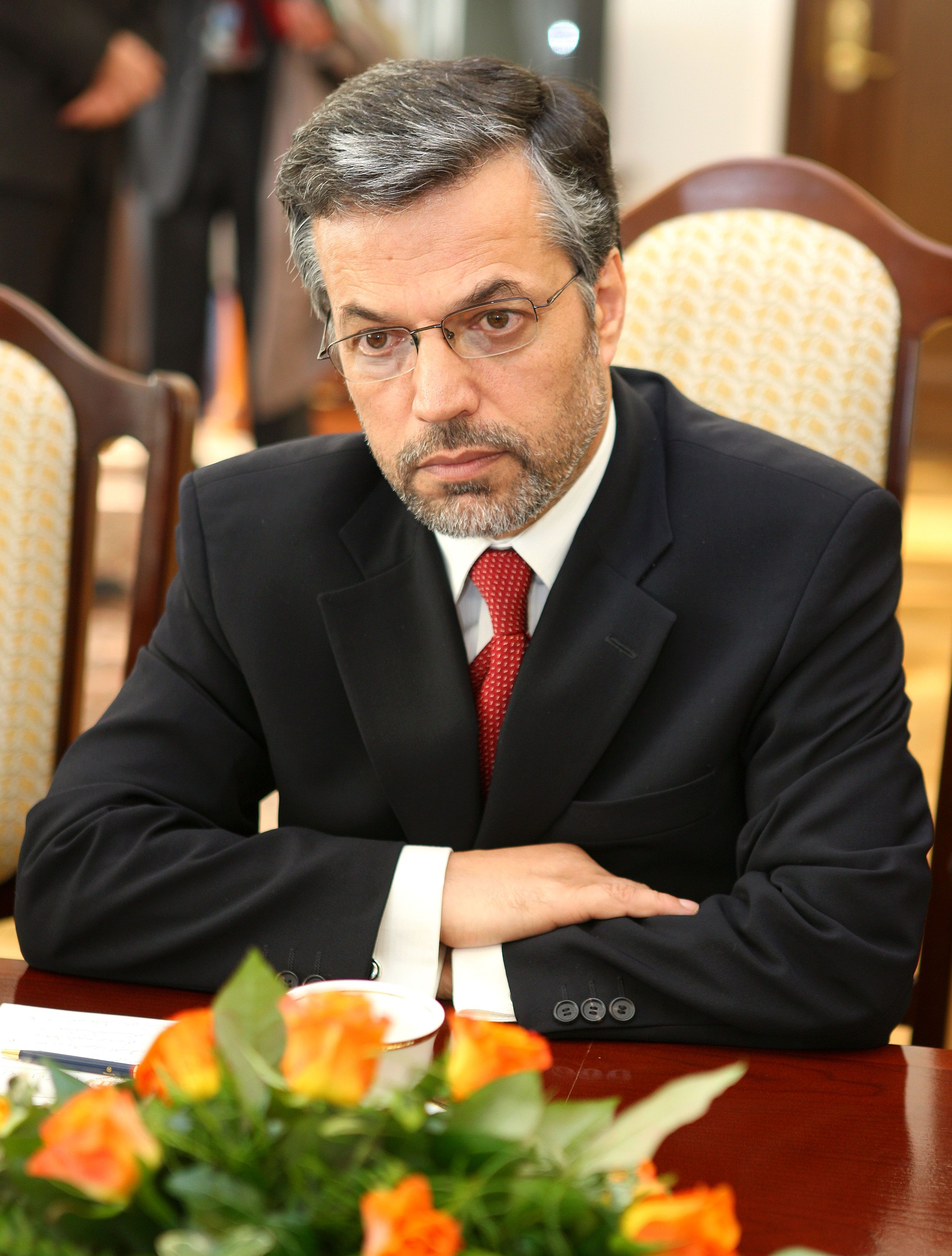
یونس قانونی، پانزدهمین رئیس مجلس نمایندگان افغانستان

شورای ملی افغانستان عالی‌ترین ارگان قانون‌گذاری در افغانستان است که از دو مجلس، مجلس نمایندگان (ولسی جرگه) و مجلس سنا (مشرانو جرگه) تشکیل شده‌است. اعضای مجلس نمایندگان (ولسی جرگه) در افغانستان توسط آراء مستقیم مردم و در انتخابات تعیین می‌شوند و اعضای مجلس سنا انتصابی هستند. قوه مقننه افغانستان امکان پیشنهاد طرح قانون را دارد حق تغییر و تعدیل در قانون را دارد اما رئیس‌جمهور می‌تواند آن را وتو کند مگر آنکه به تأیید دو سوم نمایندگان پارلمان برسد.

#### صلاحیت‌ها
طبق ماده نود قانون اساسی افغانستان شورای ملی دارای صلاحیت‌های زیر است:
- تصویب، تعدیل یا لغو قوانین یا فرامین قانون‌گذاری.
- تصویب برنامه‌های انکشافی اجتماعی، اقتصادی، فرهنگی و تکنولوژیکی.
- تصویب بودجهٔ دولتی و اجازه اخذ یا اعطای قرضه.
- ایجاد واحدهای اداری، تعدیل یا الغای آن.
- تصدیق معاهدات و میثاقهای بین‌المللی یا فسخ الحاق افغانستان به آن.
- سایر صلاحیتهای مندرج این قانون اساسی.

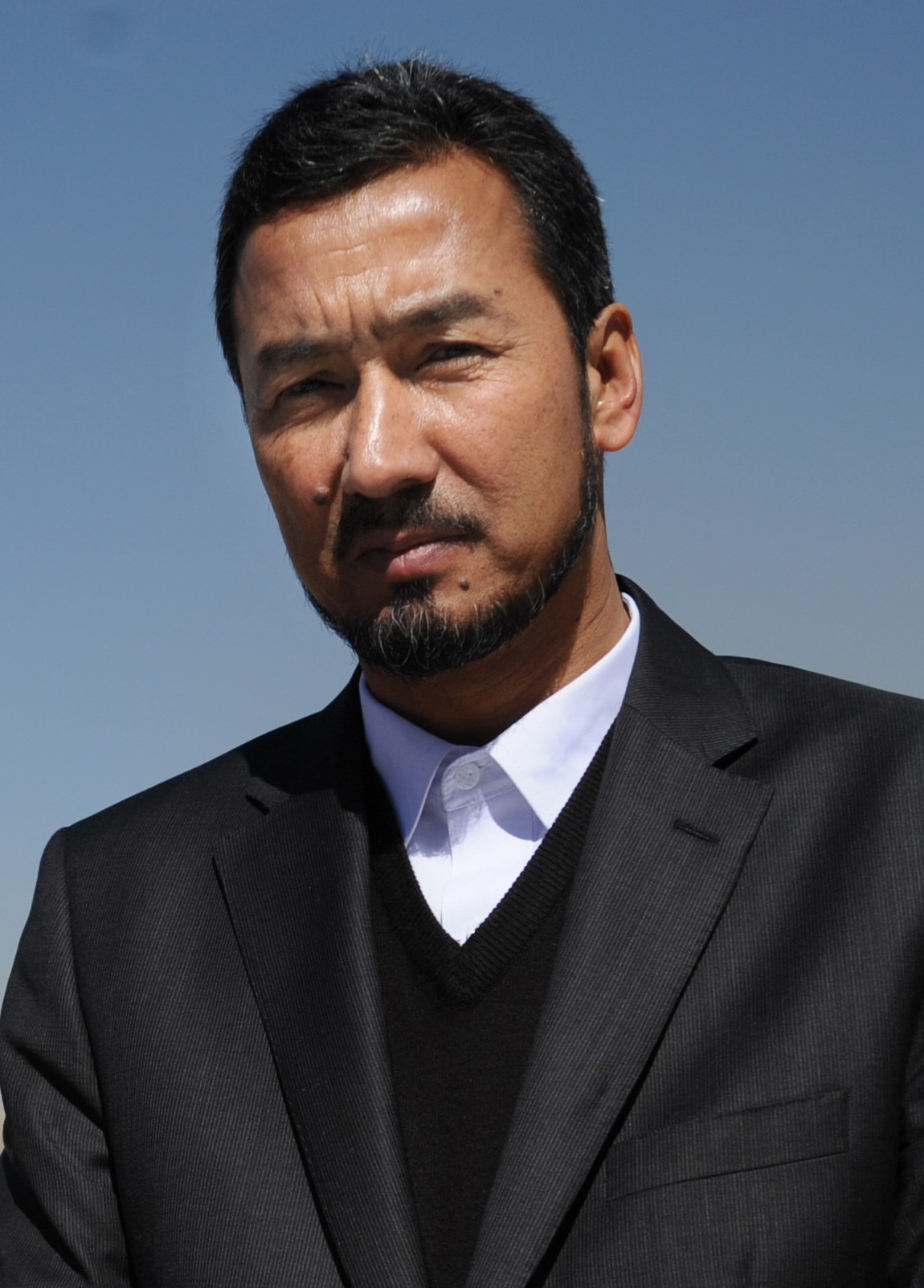
عبدالرؤوف ابراهیمی، شانزدهمین رئیس مجلس نمایندگان افغانستان

#### قانون
طبق ماده نود و چهارم قانون اساسی افغانستان، قانون عبارت است از مصوبه دو مجلس شورای ملی که به توشیح (امضا) رئیس‌جمهور رسیده باشد. در صورتی که رئیس‌جمهور با مصوبه شورای ملی موافقت نداشته باشد باید طی مدت ۱۵ روز با ذکر دلایل آن را باید مسترد کند. در صورت پایان این مهلت و در صورتی که دو سوم اعضای مجلس نمایندگان (ولسی جرگه) آن را تصویب کند. مصوبه توشیح شده محسوب و نافذ است. در صورتی که مصوبه یک مجلس توسط مجلس دیگر رد شود، یک هیئت مختلط به اعضای مساوی از دو مجلس تشکیل می‌شود. فیصله هیئت پس از توشیح رئیس‌جمهور نافد است. در صورتی که هیئت مختلط نتوانستند اختلافات را رفع کنند، مجلس نمایندگان می‌تواند در جلسه بعدی با دو سوم آراء مصوبه را بدون ارائه به مجلس سنا تصویب کند و بعد از توشیح رئیس‌جمهور مصوبه نافذ شمرده می‌شود.

#### مجلس نمایندگان (ولسی جرگه)
مجلس نمایندگان یکی از مجلس‌های شورای ملی افغانستان و از ارگان‌های قانون‌گذاری در این کشور است. نمایندگان پارلمان افغانستان (ولسی جرگه) از طریق انتخابات و توسط آراء مردم انتخاب می‌شوند و به مدت ۵ سال انتخاب می‌شوند. تعداد نمایندگان مجلس افغانستان ۲۵۰ نفر است و به تناسب جمعیت هر ولایت حداقل ۲ زن به مجلس راه می‌یابند. هر فردی که تابعیت افغانستان را داشته باشد و حداقل ده سال قبل از تاریخ کاندید شدن تابعیت افغانستان را کسب کرده و در روز ثبت نام بالای ۲۵ سال داشته باشد و مرتکب جنایت ضد بشری نشده باشد می‌تواند خود را برای نمایندگی پارلمان نامزد کند.

##### صلاحیت‌های اختصاصی
مجلس نمایندگان علاوه بر موارد ذکر شده در ماده نود قانون اساسی، طبق ماده نود یکم از صلاحیت‌های اختصاصی زیر را نیز برخوردار است:
- اتخاذ تصمیم در مورد استیضاح از هر یک از وزرا مطابق به حکم مادهٔ نود و دوم قانون اساسی.
- اتخاذ تصمیم راجع به برنامه‌های انکشافی و بودجهٔ دولتی.
- تأیید یا رد مقرریها مطابق به احکام قانون اساسی.

#### مجلس سنا (مشرانو جرگه)

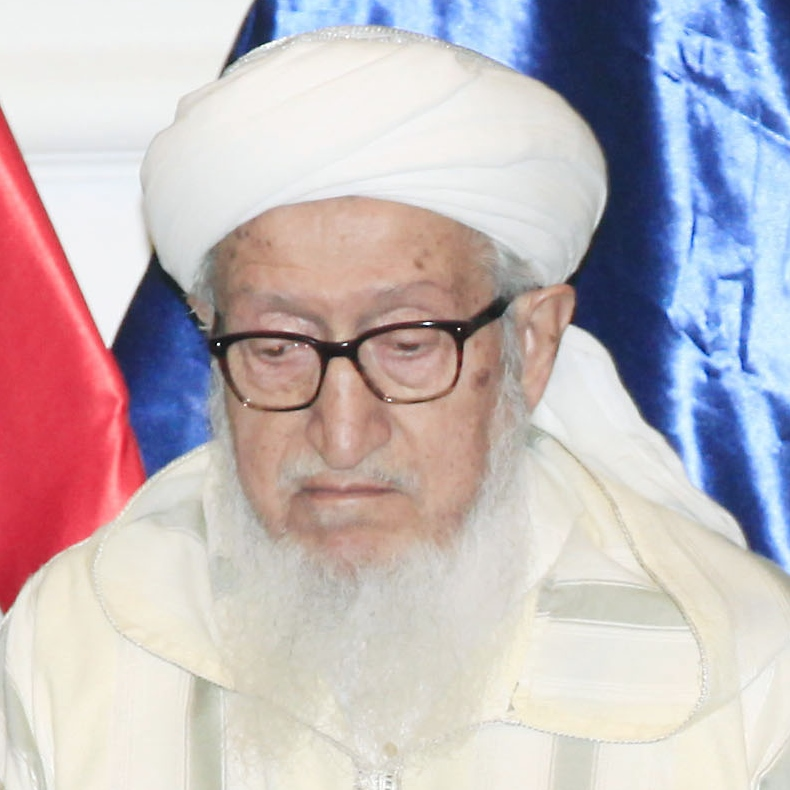
صبغت الله مجددی، پانزدهمین رئیس مجلس سنا افغانستان

مجلس سنا (مشرانو جرگه) یکی از ارگان‌های قانون‌گذاری در افغانستان است که اعضای آن را افراد منتصب از شوراهای ولسوالی‌ها، شوراهای ولایتی و رئیس‌جمهور تشکیل می‌دهد. وظایف مجلس سنا در ماده نود قانون اساسی شرح داده شده‌است.

##### اعضا
اعضای مجلس ۱۰۲ نفر است که ۳۴ تن توسط شوراهای ولسوالی‌ها (۳ ساله)، ۳۴ تن توسط شوراهای ولایتی (۴ ساله) و یک سوم دیگر توسط رئیس‌جمهور و ۲ نماینده از طرف معلولین و ۲ نماینده از طرف کوچی‌ها تعیین می‌شوند. نیمی از نماینده‌های تعیین شده توسط رئیس‌جمهور را باید زنان تشکیل دهد. هر فردی که کاندید مجلس سنا می‌شود باید تابعیت افغانستان را داشته یا حداقل ۱۰ سال از کسب تابعیت وی گذشته باشد، مرتکب جنایت بشری نشده و در روز کاندید شدن حداقل ۳۵ سال داشته باشد.

#### جدول سهمیه‌بندی
| نام ولایت | مجلس نمایندگان | سهمیه زنان در مجلس نمایندگان | مجلس سنا | نام ولایت  | مجلس نمایندگان | سهمیه زنان در مجلس نمایندگان | مجلس سنا |
| --------- | -------------- | ---------------------------- | -------- | ---------- | -------------- | ---------------------------- | -------- |
| اروزگان   | ۳              | ۱                            | ۲        | فاریاب     | ۹              | ۳                            | ۲        |
| بادغیس    | ۴              | ۱                            | ۲        | فراه       | ۵              | ۱                            | ۲        |
| بامیان    | ۴              | ۱                            | ۲        | قندوز      | ۹              | ۲                            | ۲        |
| بدخشان    | ۹              | ۲                            | ۲        | قندهار     | ۱۱             | ۳                            | ۲        |
| بغلان     | ۸              | ۲                            | ۲        | کابل       | ۳۳             | ۹                            | ۲        |
| بلخ       | ۱۱             | ۳                            | ۲        | کاپیسا     | ۴              | ۱                            | ۲        |
| پروان     | ۵              | ۲                            | ۲        | کنر        | ۴              | ۱                            | ۲        |
| پکتیا     | ۵              | ۱                            | ۲        | لغمان      | ۴              | ۱                            | ۲        |
| پکتیکا    | ۴              | ۱                            | ۲        | لوگر       | ۴              | ۱                            | ۲        |
| پنجشیر    | ۲              | ۱                            | ۲        | ننگرهار    | ۱۴             | ۴                            | ۲        |
| تخار      | ۹              | ۲                            | ۲        | نورستان    | ۲              | ۱                            | ۲        |
| جوزجان    | ۵              | ۱                            | ۲        | نیمروز     | ۲              | ۱                            | ۲        |
| خوست      | ۵              | ۱                            | ۲        | میدان وردک | ۵              | ۲                            | ۲        |
| دایکندی   | ۴              | ۱                            | ۲        | هرات       | ۱۷             | ۵                            | ۲        |
| زابل      | ۳              | ۱                            | ۲        | هلمند      | ۸              | ۲                            | ۲        |
| سرپل      | ۵              | ۱                            | ۲        | کوچی       | ۱۰             | ۳                            | ۲        |
| سمنگان    | ۴              | ۱                            | ۲        | معلولین    | ----           | ---                          | ۲        |
| غزنی      | ۱۱             | ۳                            | ۲        | سیک        | ۱              | ---                          | ---      |
| غور       | ۶              | ۲                            | ۲        | سیک        | ۱              | ---                          | ---      |
| منابع:    |                |                              |          |            |                |                              |          |

### قوه قضائیه
بر پایه فصل هفتم قانون اساسی جمهوری اسلامی افغانستان، قوه قضائیه افغانستان یکی از ارکان مستقل در دولت جمهوری اسلامی است که از یک دادگاه عالی، محاکم استیناف و محاکم ابتدائی تشکیل شده‌است. دادگاه عالی به عنوان عالیترین ارگان قضائی کشور در راس قوه قضائیه قرار دارد و اعضای آن ۹ نفر هست که به پیشنهاد رئیس‌جمهور و با تأیید پارلمان تعیین می‌گردند. از ۹ عضو دادگاه عالی ۳ نفر (۴ ساله)، ۳ نفر (۷ ساله) و سه نفر دیگر (۱۰ ساله) و برای یک بار انتخاب می‌شوند. رئیس دادگاه عالی توسط رئیس‌جمهور و با انتخاب یکی از اعضا ۹ نفره تعیین می‌شود.

#### وظایف
وظایف قوه قضائیه افغانستان به شرح زیر است:
- رسیدگی به تمامی دعاویی که از طرف اشخاص حقیقی و حکمی بمشمول دولت (به حیث مدعی یا مدعی علیه) که به دادگاه مطابق به احکام قانون اقامه می‌شود.[۲۶]
- بررسی مطابقت قوانین، فرامین قانون‌گذاری، معاهدات بین الدول، میثاق‌های بین‌المللی با قانون اساسی و تفسیر آن‌ها بر اساس تقاضای حکومت و محاکم مطابق به احکام قانون.

### سایر نهادها
در فصل هشتم قانون اساسی اداره افغانستان به واحدهای اداره مرکزی و ادارات محلی تقسیم شده‌است. اداره مرکزی به یک سری واحد اداری تقسیم شده که در راس آن وزیران قرار دارند. واحد اداره محلی نیز ولایت هست. هرچند در ماده یک صد و سی و هفتم به اصل مرکزیت تأکید شده اما حکومت می‌تواند به منظور تسریع و بهبود امور اقتصادی، اجتماعی، فرهنگی و سهمگیری هرچه بیشتر مردم در انکشاف حیات ملی، برخی صلاحیت‌های لازم مطابق به احکام قانون را به ادارات محلی واگذار کند.

#### شوراهای ولایتی
شورای ولایتی بخشی از اداره محلی است و طبق ماده یک صد و سی و نهم قانون اساسی افغانستان شوراهای ولایتی در تأمین اهداف توسعه‌ای دولت و بهبود امور ولایت به نحوی که در قانون تصریح شده سهم گرفته و در مسائل مربوط به ولایت مشاوره می‌تواند بدهد. در هر ولایت افغانستان یک شورای ولایتی تشکیل می‌شود و اعضای شورای ولایتی از طریق انتخابات و برای چهار سال تعیین می‌شود. این شورا یک فرد را از میان خود به عنوان رئیس و یک فرد را برای مجلس سنا معرفی کنند. طبق قانون انتخابات باید حداقل ۲۰ درصد کرسی‌های شورای ولایتی به زنان اختصاص یابد. تاکنون سه انتخابات شوراهای ولایتی در سال‌های ۸۴، ۸۸، ۹۳ برگزار شده‌است.

#### شوراهای محلی
در ماده یک صد و چهلم قانون اساسی آمده‌است که به منظور تنظیم امور و تأمین اشتراک فعال مردم در اداره محلی، در شهرها و روستاها مطابق با احکام قانون شوراهای محلی تشکیل می‌شود. اعضای شوراها از طریق انتخابات ساکنین محل و برای یک دوره ۳ ساله انتخاب می‌شوند. هرچند در قانون اساسی آمده‌است که اعضای شوراهای محلی از طریق انتخابات تعیین شوند اما تاکنون انتخاباتی برای تعیین شورای محلی در افغانستان برگزار نشده‌است.

#### شهرداری‌ها (شاروالی)
ماده یک صد و چهل و یکم قانون اساسی افغانستان آمده‌است که برای اداره امور شهری، شهرداری (شاروالی) تشکیل شود و شهردار و اعضای آن توسط انتخابات تعیین شوند. انتخابات شهرداری‌ها نیز همانند انتخابات شوراهای محلی تاکنون در افغانستان برگزار نشده‌است.

#### اردوی ملی
اردوی ملی نهادی هست که مسئولیت دفاع از کشور، حفظ تمامیت ارضی، نگهداری از حاکمیت ملی، صیانت استقلال و حراست از ارزش‌های معنوی کشور را بر عهده دارد. اردوی ملی افغانستان اکنون دارای ۶ قول اردو (سپاه)، نیروی هوایی شامل (نیروی هوایی کابل، قندهار، شیندند) و ۳ فرقه صنوف که شامل (۳۸ لوا/تیپ، ۲۴۴ کندک/گردان، ۳۱ گارنیزیون/فرماندهی نظامی، ۴۰ مرکز هماهنگی و فرماندهی‌های دیگر) تشکیل می‌دهد.

## قانون اساسی
قانون اساسی جمهوری اسلامی افغانستان در ۱۴ جدی/دی ۱۳۸۲ توسط اعضای لویه جرگه قانون اساسی در ۱۲ فصل و ۱۶۲ ماده به تصویب رسید.

## تاریخ جمهوری اسلامی

### رؤسای جمهوری
| رئیس‌جمهور | رئیس‌جمهور     | مدت   | دوره         | یاداشت                                                                                                |
| --------- | ------------- | ----- | ------------ | --- |
|           | حامد کرزی     | ۶ ماه | ۱۳۸۰         | طبق توافق‌نامه بن به مدت ۶ ماه به عنوان رئیس‌جمهور موقت فعالیت کرد.                                     |
|           | حامد کرزی     | ۲ سال | ۱۳۸۱–۱۳۸۳    | طبق توافق بن و با انتخاب اعضای لویه جرگه اضطراری به مدت ۲ سال به عنوان رئیس‌جمهور افغانستان انتخاب شد. |
|           | حامد کرزی     | ۵ سال | ۱۳۸۳–۱۳۸۸    | در انتخابات ریاست جمهوری سال ۱۳۸۳ به عنوان رئیس‌جمهور افغانستان تعیین شد.                              |
|           | حامد کرزی     | ۵ سال | ۱۳۸۸–۱۳۹۳    | در انتخابات ریاست جمهوری سال ۱۳۸۸برای بار دوم به عنوان رئیس‌جمهور افغانستان انتخاب شد.                 |
|           | محمد اشرف غنی | ۵ سال | ۱۳۹۳–۱۳۹۸    | در انتخابات ریاست جمهوری سال ۱۳۹۳ و طبق توافق‌نامه با عبدالله عبدالله به عنوان رئیس‌جمهور تعیین شد.     |
|           | محمد اشرف غنی | ۵ سال | ۱۳۹۸ - کنونی | در انتخابات ریاست جمهوری سال ۱۳۹۸ برای بار دوم به عنوان رئیس‌جمهور تعیین شد.                           |

### چالش‌های بین‌المللی
از چالش‌های بین‌المللی که حکومت افغانستان با آن روبرو هست می‌توان به رابطه با کشورهای پاکستان و ایران، حمایت کشورهای خارجی از گروه‌های تروریستی همچون داعش و طالبان، مسئله مهاجرین افغانستانی و مرز دیورند با پاکستان را نام برد. حکومت افغانستان طبق سوابق رهبران گذشته همواره از پشتون‌های پاکستان حمایت می‌کند.
در ۲۰ دلو/بهمن ۱۳۹۶ به‌دلیل برخی تظاهرات پشتون‌های پاکستان، محمد اشرف غنی حمایت کامل خود را از آن‌ها اعلام کرد.

### چالش‌های داخلی

#### جنگ
نظام جمهوری اسلامی افغانستان با سقوط حکومت طالبان و با حمله نیروهای ائتلاف به رهبری آمریکا شکل گرفت. هرچند نیروهای بین‌الملل توانست حکومت طالبان را سرنگون کند اما جنگ در افغانستان هنوز ادامه دارد. نیروهای بین‌الملل (آیساف) در سال ۱۳۹۳ به مأموریت خود پایان داد و پس از آن وظیفه آموزش و مشاوره به نیروهای افغانستان را در اختیار گرفت. در مهر/میزان ۱۳۹۳ توافق‌نامه امنیتی میان افغانستان و آمریکا به امضا رسید که طی آن حدود ۱۰ هزار نیرو خارجی می‌توانستند در افغانستان باقی بمانند و مأموریت آموزش و مشاوره و حمایت از نیروهای افغانستان را بر عهده بگیرند. اداره بازرسی آمریکا (سیگار) در گزارش خود در سال ۱۳۹۵ اعلام کرد که حکومت افغانستان تنها بر ۶۵ درصد از اراضی خود تسلط دارد. محمد اشرف غنی رئیس‌جمهور افغانستان اعلام کرد که دولت افغانستان با ۲۰ گروه تروریستی در حال جنگ است. شاخه خراسان گروه تروریستی داعش در سال ۲۰۱۵ در ننگرهار اعلام موجودیت کرد و از آن زمان دست به حملات تروریستی متعدد زد. داعش مسئولیت حمله به جنبش روشنایی در سال ۱۳۹۵ را بر عهده گرفت و در حمله به روستای میرزاولنگ با طالبان همکاری کرد. دولت افغانستان برای پایان دادن به جنگ گفتگوهای صلح را تشکیل داد و خواهان مذاکره با نیروهای مخالف حکومت شد. هرچند گفتگوها دستاورد چندانی به همراه نداشت اما توانست با گلبدین حکمتیار رهبر حزب اسلامی که از مخالفان حضور نیروهای خارجی در افغانستان و حکومت مورد حمایت آن بود صلح کند. تلفات غیر نظامیان از نگرانی‌های اصلی جامعه جهانی در افغانستان بوده‌است. یوناما در گزارشی که در ماه دلو/بهمن ۱۳۹۵ منتشر کرد از سال ۲۰۰۹ که شروع به ثبت تلفات غیر نظامیان کرد تا سال ۲۰۱۶، در اثر جنگ، حدود ۲۵ هزار نفر کشته و بیش از ۴۵ هزار نفر زخمی شده‌اند.

#### فساد
کمک‌های میلیاردی جامعه جهانی برای بازسازی افغانستان منجر به یک تحول اقتصادی عظیمی در افغانستان شد که هم‌زمان با آن پیامدهایی همچون فساد اداری را در پی داشت. کشور افغانستان از سال ۲۰۰۷ به اینسو که شامل فهرست ارزیابی سالیانه سازمان شفافیت بین‌الملل شده همواره جزء ده کشور با میزان بالای فساد قرار داشته‌است. ناکارآمدی نظام اداری کشور که بر پایه نظامی که ۴۰ سال قبل برای اداره کشور پایه‌گذاری شده بود، بزرگ بودن تشکیلات دولت که منجر به کاهش مدیریت مؤثر و نظارت دقیق شده، وجود ناامنی که منجر شده بخش عظیمی از نیروی دولت صرف تأمین امنیت گردد و سیاست زدگی که منجر شده افراد برای دستیابی به قدرت از عواملی هستند که منجر به افزایش فساد در کشور شده‌است.

##### فهرستی از پرونده‌های فساد
از پرونده‌های بزرگ فساد اداری در افغانستان می‌توان به موارد زیر اشاره کرد:
- انتخابات ۸۸: تقلب گسترده در انتخابات منجر شد که عبدالله عبدالله برای ادامه مبارزه انتخاباتی کنار بکشد.[۵۰]
- انتخابات ۹۳: تقلب گسترده در انتخابات منجر شد که رئیس‌جمهور منتخبی تعیین نشود و دولت ائتلافی تشکیل شود.[۵۱][۵۲]
- تقلب در کنکور: هر ساله در امتحانات کنکور خبرهایی از تقلب گسترده منتشر شده‌است که واکنش منفی زیادی در پی داشته‌است.[۵۳]
- اختلاس در وزارت شهرسازی: بسیاری از مقامات بلندپایه وزارت شهرسازی بیش از ۳۰ میلیون دلار در پروژه‌های شهرک‌سازی اختلاس کردند. در این پرونده ۲۶ تن از اعضای ارشد وزارت شهرسازی و مسکن تحت پیگرد قضایی قرار گرفته و دستگیر شدند.[۵۴][۵۵]
- کابل بانک: در اوایل ۱۳۹۰ کابل بانک که یکی از بانک‌های خصوصی در افغانستان هست به علت کاهش نقدینگی ورشکست شد. سهامداران اصلی بانک پول‌های بانک که حدود ۹۰۰ میلیون دلار می‌شد را برای سرمایه‌گذاری در بازار مسکن دبی از کشور خارج کرده بودند. در نتیجه این فساد صندوق بین‌الملل کمک‌هایش را تا حل شدن پرونده کابل بانک تعلیق کرد و ۲۱ تن به علت دستبرد دارایی این بانک به حبس محکوم شدند.[۵۶]پس از ورشکست شدن کابل بانک، وزارت دارایی افغانستان مسئولیت این بانک را در اختیار گرفت و نام آن را به کابل بانک نو تغییر داد و آن را به فروگذاشت.[۵۷][۵۸]
- فروش زمین به شرکت الکوزی: افشای اطلاعاتی از فروش زمین‌های دولتی توسط دولت اشرف غنی به یک شرکت خصوصی به نام الکوزی به قیمت هر متر مربع ۲٫۵ دلار واکنش منفی بسیاری را در پی داشت. مجلس نمایندگان افغانستان این اقدام دولت را غیرقانونی اعلام و با نظر اکثریت نمایندگان قرارداد فروش این زمین‌ها را لغو کرد.[۵۹]

#### حقوق بشر
در ماده ششم قانون اساسی افغانستان به صراحت دولت موظف به حمایت از حقوق بشر شده‌است. از دستاوردهای مهم افغانستان در حکومت پس از طالبان تشکیل نهادهای حقوق بشری و کمیسیون مستقل حقوق بشر در افغانستان بود. از جنجالترین اقدامات حقوق بشری بحث انتشار گزارش عدالت انتقالی بود تا افرادی که در سال‌های جنگ مرتکب جنایت شده بودند به محاکمه کشانیده شوند اما نمایندگان پارلمان با تصویب طرح عفو عمومی مانع انتشار این گزارش شد. ضعف نهادهای دولتی منجر به نقض متعدد حقوق بشر در افغانستان شده‌است و تلاش‌ها برای رعایت حقوق بشر در برگزاری همایش و نشر گزارش محدود شده‌است. گروهای تروریستی با حمله به افراد غیرنظامی از بزرگترین ناقضان حقوق بشر در افغانستان به‌شمار می‌روند. سیما سمر رئیس کمیسیون مستقل حقوق بشر افغانستان عدم تطبیق کامل قانون و موجودیت فرهنگ معافیت را از عوامل اصلی می‌داند که باعث نقض حقوق بشر در افغانستان شده‌است. کمیسیون مستقل حقوق بشر افغانستان در گزارشی اعلام کرد که در سال ۱۳۹۵ نزدیک به ۱۷ هزار مورد نقض حقوق حقوق بشر به ثبت رسانده‌است.

#### حقوق زنان
حکومت جمهوری اسلامی افغانستان پس از سقوط طالبان با حمایت جامعه جهانی تلاش برای بهبود وضعیت زنان در افغانستان کرد. بیسوادی، اعتیاد، نبود امنیت، فرهنگ معافیت از مجازات، فساد اداری، بی‌اعتمادی به نهادهای عدلی و قضایی و سنت‌های ناپسند در افغانستان عواملی هستند که منجر به اعمال خشونت علیه زنان شده‌است. مؤسسه جورج تاون در گزارش خود در سال ۱۳۹۶ بر مبنای ۴ شاخص «عدالت، امنیت، تبعیض علیه زنان و میزان مشارکت ملی» افغانستان را بدترین کشور در دنیا برای زنان بیان کرد. از جمله اقدامات برای بهبود وضعیت زنان در افغانستان، می‌توان به قانون منع خشونت علیه زنان را نام برد که رئیس‌جمهور افغانستان آن را در سال ۲۰۰۹ آن را توشیح کرد اما برای لازم‌الاجرا شدن نیاز به حمایت پارلمان داشت که بعضی از نمایندگان پارلمان با این قانون مخالفت و آن را مخالف دین و سنت اعلام کردند و به تصویب نرسید، پس از آن دولت تلاش کرد این قانون را به صورت مستقل حفظ کند. قانون دیگری به نام قانون منع آزار و اذیت زنان و کودکان در سال ۱۳۹۵ به تصویب مجالس شورای ملی رسید که در آن انواع آزار و اذیت؛ کلامی، فیزیکی، نوشتاری و تصویری تعریف شده و این اعمال جرم پنداشته شده‌است. تحصیل ۳٫۵ میلیون دختر، وجود ۲۴۰ قاضی زن، در اختیار داشتن ۲۸ درصد کرسی‌های مجلس نمایندگان و ۱۷ کرسی در مجلس در سنا و تلاش دولت برای در اختیار قرار دادن ۳۰ درصد از پست‌های دولتی به زنان از نمونه دستاوردها برای بهبود وضعیت زنان در افغانستان است.

#### تبعیض قومیتی
بسیاری از مورخان در نقش قومیت در ثبات و بی‌ثباتی وضعیت افغانستان توافق دارند. در کنفرانس بن برای حضور همه اقوام در عرصه قدرت توافق شد تا بر اساس درصد قدرت بین همه اقوام بر اساس جمعیت توزیع شود اما این توافق هیچگاه عملی نشد. بسیاری از مردم افغانستان وجود نظام مرکزی را انحصارگرایانه دانسته و اعتقاد دارن این نظام باعث می‌شود اقوام دیگر افغانستان در امور کشور سهمی نداشته باشند. وزارت امور خارجه آمریکا در گزارش خود در سال ۲۰۱۶ در خصوص افغانستان گفته که گروه‌های قومی هزاره و سیک در محیط کار قربانی تبعیض هستند و دامنه تبعیض اجتماعی علیه آن‌ها بسیار گسترده‌است. در این گزارش آمده‌است که تبعیض قومی علیه هزاره‌ها سابقه طولانی داشته و این تبعیض‌ها به شیوه‌های وضع مالیات غیرقانونی، استخدام‌های اجباری، کارهای اجباری، سوء رفتارهای فیزیکی و اختطاف‌ها و بازداشت‌ها اعمال می‌شود. گروه‌های تندرو تروریستی مخالف حکومت نیز غیر نظامیان هزاره را مورد حمله مستقیم قرار می‌دهند. جنبش روشنایی که اکثریت آن را مردمان هزاره تشکیل می‌دهد دولت را بخاطر تغییر خط برق توتاپ از مسیر بامیان متهم به تبعیض قومیتی می‌کند. تلاش برای درج واژه «افغان» بر روی شناسنامه‌ها مورد اعتراض بسیاری از اقوام غیر پشتون را برانگیخت و اقدام دولت برای این درج این واژه را تلاشی برای حذف هویت خود عنوان کردند.

#### تولید مواد مخدر
حکومت افغانستان با تأسیس وزارتخانه مبارزه علیه مواد مخدر تلاش خود زیادی برای مقابله با کشت و تولید مواد مخدر روی دست گرفت اما ناامنی، فقر، بیکاری و فساد، وجود مافیای قدرتمند و کشت مواد مخدر در مناطقی که دولت کنترلی در اختیار آن ندارد باعث شده مبارزه با کشت آن آن موفقیت‌آمیز نباشد. حکومت افغانستان در گزارش خود در سال ۲۰۱۷ اعلام کرد که میزان کشت مواد مخدر در افغانستان به حدود ۹ هزار تن می‌رسد و ۳۲۸ هزار هکتار زمین زیر کشت مواد مخدر قرار دارد. دولت افغانستان همچنین پیش‌بینی می‌کند که ۳ میلیون نفر در افغانستان در تولید مواد مخدر فعالیت دارند. روزنامه نیویورک تایمز در گزارشی اعلام کرد که ۸۵ درصد تولید مواد مخدر جهان در افغانستان صورت می‌گیرد و ۶۰ درصد درآمد گروه طالبان از این راه بدست می‌آید.

### انتخابات
بر اساس قانون اساسی جمهوری اسلامی افغانستان، هفت انتخابات سراسری باید برگزار شود که شامل انتخابات‌های ریاست جمهوری، مجلس نمایندگان، شوراهای ولایتی، شوراهای ولسوالی‌ها/فرمانداری‌ها، شهرداری‌ها، شوراهای شهرداری‌ها و روستا است. اما تاکنون فقط برای ریاست جمهوری، مجلس نمایندگان و شوراهای ولایتی انتخابات برگزار شده و برای چهار مورد دیگر انتخابات برگزار نشده‌است.
| انتخابات ریاست جمهوری: - انتخابات ریاست جمهوری ۱۳۸۳ - انتخابات ریاست جمهوری ۱۳۸۸ - انتخابات ریاست جمهوری ۱۳۹۳ | انتخابات شوراهای ولایتی: - انتخابات شوراهای ولایتی ۱۳۸۴ - انتخابات شوراهای ولایتی ۱۳۸۸ - انتخابات شوراهای ولایتی ۱۳۹۳ | انتخابات مجلس نمایندگان: - انتخابات مجلس نمایندگان ۱۳۸۴ - انتخابات مجلس نمایندگان ۱۳۸۹ - انتخابات مجلس نمایندگان ۱۳۹۷ |